# Shanmugam Venkatesh
Shanmugam Venkatesh (Bangalore, 23 novembre 1978) è un allenatore di calcio ed ex calciatore indiano, di ruolo centrocampista.

## Statistiche

### Cronologia presenze e reti in nazionale
| Cronologia completa delle presenze e delle reti in nazionale ― India | Cronologia completa delle presenze e delle reti in nazionale ― India | Cronologia completa delle presenze e delle reti in nazionale ― India | Cronologia completa delle presenze e delle reti in nazionale ― India | Cronologia completa delle presenze e delle reti in nazionale ― India | Cronologia completa delle presenze e delle reti in nazionale ― India | Cronologia completa delle presenze e delle reti in nazionale ― India | Cronologia completa delle presenze e delle reti in nazionale ― India |
| Data                                                                 | Città                                                                | In casa                                                              | Risultato                                                            | Ospiti                                                               | Competizione                                                         | Reti                                                                 | Note                                                                 |
| -------------------------------------------------------------------- | -------------------------------------------------------------------- | -------------------------------------------------------------------- | -------------------------------------------------------------------- | -------------------------------------------------------------------- | -------------------------------------------------------------------- | -------------------------------------------------------------------- | -------------------------------------------------------------------- |
| 15-4-2001                                                            | Bangalore                                                            | India                                                                | 1 – 1                                                                | Yemen                                                                | Qual. Mondiali 2002                                                  | -                                                                    | 90+3’                                                                |
| 12-5-2001                                                            | Bandar Seri Begawan                                                  | Brunei                                                               | 1 – 0                                                                | India                                                                | Qual. Mondiali 2002                                                  | -                                                                    | 76’                                                                  |
| 12-5-2001                                                            | Bangalore                                                            | India                                                                | 5 – 0                                                                | Brunei                                                               | Qual. Mondiali 2002                                                  | -                                                                    | 50’                                                                  |
| 18-2-2004                                                            | Margao                                                               | India                                                                | 1 – 0                                                                | Singapore                                                            | Qual. Mondiali 2006                                                  | -                                                                    | 24’                                                                  |
| 31-3-2004                                                            | Kochi                                                                | India                                                                | 1 – 5                                                                | Oman                                                                 | Qual. Mondiali 2006                                                  | -                                                                    | 35’                                                                  |
| 9-6-2004                                                             | Saitama                                                              | Giappone                                                             | 7 – 0                                                                | India                                                                | Qual. Mondiali 2006                                                  | -                                                                    |                                                                      |
| 8-9-2004                                                             | Calcutta                                                             | India                                                                | 0 – 4                                                                | Giappone                                                             | Qual. Mondiali 2006                                                  | -                                                                    |                                                                      |
| 13-10-2004                                                           | Singapore                                                            | Singapore                                                            | 2 – 0                                                                | India                                                                | Qual. Coppa d'Asia 2007                                              | -                                                                    | Cap.                                                                 |
| 12-8-2005                                                            | Lautoka                                                              | Figi                                                                 | 1 – 0                                                                | India                                                                | Amichevole                                                           | -                                                                    |                                                                      |
| 14-8-2005                                                            | Lautoka                                                              | Figi                                                                 | 2 – 1                                                                | India                                                                | Amichevole                                                           | -                                                                    |                                                                      |
| 16-8-2006                                                            | Calcutta                                                             | India                                                                | 0 – 3                                                                | Arabia Saudita                                                       | Qual. Coppa d'Asia 2007                                              | -                                                                    | 86’                                                                  |
| 11-10-2006                                                           | Bangalore                                                            | India                                                                | 0 – 3                                                                | Giappone                                                             | Qual. Coppa d'Asia 2007                                              | -                                                                    | 84’                                                                  |
| Totale                                                               |                                                                      | Presenze                                                             | 12                                                                   |                                                                      | Reti                                                                 | 0                                                                    |                                                                      |

## Palmarès

### Competizioni nazionali
- Federation Cup: 2

Salgaocar: 1997
Mahindra United: 2005
- National Football League: 3

Salgaocar: 1998-1999
East Bengal: 2002-2003
Mahindra United: 2005-2006
- Durand Cup: 3

Salgaocar: 1999
East Bengal: 2002-2003
Mahindra United: 2008

### Nazionale
- SAFF Championship: 3

1997, 1999, 2005